# (2507) Bobone
(2507) Bobone est un astéroïde de la ceinture principale.

## Description
(2507) Bobone est un astéroïde de la ceinture principale. Il fut découvert le 18 novembre 1976 à El Leoncito par l'Observatoire Félix-Aguilar. Il présente une orbite caractérisée par un demi-grand axe de 2,78 UA, une excentricité de 0,08 et une inclinaison de 10,3° par rapport à l'écliptique.

## Compléments